# Habitatge al carrer de l'Església (Regencós)
L'Habitatge al carrer de l'Església és una obra de Regencós (Baix Empordà) inclosa a l'Inventari del Patrimoni Arquitectònic de Catalunya.

## Descripció
Comunicant el carrer de l'església amb la plaça de la rectoria hi trobem aquest edifici de planta baixa i dos pisos del segle XVIII-XIX, actualment utilitzat com a segona residència. Està cobert a dues aigües. L'estructura portant està construïda amb pedra i morter de calc, mentre que la coberta és a dues aigües, i està feta amb teula àrab. El sostre de la planta baixa està solucionat amb volta.